# Mogolskie kobierce
Mogolskie kobierce – kobierce wytwarzane ręcznie w Indiach (w XVI i XVII w.) na potrzeby cesarzy z dynastii Wielkich Mogołów i ich dworu. Obok wzornictwa w stylu perskim prezentują wzory typowo indyjskie, w tym rodzajowe i pejzażowe, motywy zoomorficzne o niezwykłej dynamice oraz wyrafinowane, ażurowe motywy architektoniczne w stylu włoskim, z wzorami roślinnymi. Zachowało się też kilka wspaniałych modlitewników z dominującym, centralnym motywem kwitnącej rośliny. Dla ornamentów roślinnych charakterystyczne jest powszechne wykorzystywanie wzorów wydłużonych kiści winogron.
Liczne kobierce, w tym modlitewniki, powstałe prawdopodobnie w późniejszym czasie w Kaszmirze, pokrywa gęsty wzór roślinny. Doskonałej jakości kobierce mogolskie z osnową w pasach kontrastujących kolorów i wełną tak znakomitą, że czasami brano ją za jedwab, wiązane są najściślejszym i najdelikatniejszym węzłem spośród wszystkich zabytkowych kobierców orientalnych. Przykładowo w modlitewnikach z centralnym motywem kwitnącej rośliny na 1cm kwadratowy przypada ok. 300 węzłów, a we fragmentarycznie zachowanym kobiercu z ażurowym motywem kraty (w Textile Museum, Waszyngton) – 375 węzłów. Większość kobierców mongolskich ma osnowę bawełnianą. Produkowano je w Lahaurze, Agrze i prawdopodobnie w Fatehpur Sikri. Jednym z najbardziej znanych jest kobierzec zw. Girdlers' Carpet z Girdlers' Hall w Londynie.